# Carmeltazite
La carmeltazite est un minéral constitué d'un oxyde d'aluminium, de titane et de zirconium, de formule ZrAl2Ti4O11. C'est l'un des rares minéraux dans lesquels Ti et Zr occupent des sites cristallins différents,.
Ce minéral a été découvert en 2018 dans le complexe magmatique du mont Carmel (district de Haïfa, Israël), en inclusion dans des xénocristaux de corindon.
Le nom carmeltazite fait référence à la fois au topotype (le mont Carmel) et à la composition chimique (« taz » pour titane-aluminium-zirconium).